# ماداگاسکار کارتز
ماداگاسکار کارتز (به انگلیسی: Madagascar Kartz) یک بازی مسابقه‌ای است که براساس مجموعه فیلم ماداگاسکار ساخته شده است. این بازی در سال ۲۰۰۹ به عنوان دومین بازی ماداگاسکار منتشر شد. نسخهٔ نینتندو دی‌اس به همراه بازی‌های پارتی کریز کارناوال شرک منتشر شد.

## روند بازی
این بازی یک بازی مسابقه‌ای کارتینگ است و بازیکن می‌تواند پرش، تلنگر و رول انجام دهد. مراحل مختلفی از صحنه‌های فرنچایز وجود دارد.
شخصیت‌های قابل بازی شامل الکس، مارتی، ملمن، گلوریا، پنگوئن‌ها، شامپانزه‌ها و شاه جولین است که در فیلم‌های ماداگاسکار حضور داشتند. البته شرک از فیلم شرک و باب از فرنچایز هیولاها علیه بیگانگان نیز حضور داشتند. انواع مسابقه عبارت است از مسابقه سریع، قهرمانی، تایم‌تریل و چک‌پوینت. مسابقه قهرمانی مسابقه‌ای است که در آن بازیکن انبه جمع می‌کند و سعی می‌کند مقام اول را به پایان برساند تا قدرت‌هایی مثل سرعت بالاتر (۵۰ سی‌سی، ۱۰۰ سی‌سی، ۱۵۰ سی‌سی، ۲۰۰ سی‌سی، آخرین مسابقه در جهت معکوس / حالت آینه‌ای)، کارتینگ‌ها و پیست‌های بیشتر را باز کند. در تایم‌تریل، بازیکنان رکورد قبلی خود را شکست داده و مدال (طلا، نقره و برنز) کسب می‌کنند. در مسابقهد چک پوینت، بازیکنان تا جایی که می‌توانند قبل از اتمام زمان، ساعت شنی جمع‌آوری می‌کنند. چندین آهنگ در بازی وجود دارد که اکثر آن‌ها دارای ۲ میانبر هستند. «دوست دارم تکونش بدم» که توسط ریل تو ریل خوانده شده، آهنگ بازی است.

## بازخورد
| گردآورنده | امتیاز | امتیاز      | امتیاز | امتیاز      |
| گردآورنده | دی‌اس   | پلی‌استیشن ۳ | وی     | اکس‌باکس ۳۶۰ |
| --------- | ------ | ----------- | ------ | ----------- |
| متاکریتیک | ۶۷/۱۰۰ | ۶۲/۱۰۰      | ۵۷/۱۰۰ | ۵۴/۱۰۰      |

| ناشر                   | امتیاز | امتیاز      | امتیاز | امتیاز      |
| ناشر                   | دی‌اس   | پلی‌استیشن ۳ | وی     | اکس‌باکس ۳۶۰ |
| ---------------------- | ------ | ----------- | ------ | ----------- |
| آی‌جی‌ان                 | ۶٫۵/۱۰ | ۶٫۸/۱۰      | ۶٫۸/۱۰ | ۶٫۸/۱۰      |
| ان‌گیمر                 | ن/م    | ن/م         | ۴۱٪    | ن/م         |
| اواکس‌ام (ایالات متحده) | ن/م    | ن/م         | ن/م    | ۶/۱۰        |

ماداگاسکار کارتز بر اساس نمرات متاکریتیک در همه پلتفرم‌ها بررسی‌های «مختلط یا متوسط» دریافت کرد. نینتندو گیمر هفت ماه پس از انتشار بازی، امتیاز ۴۱٪ را به نسخهٔ وی داد.